# Vin de Tokaj

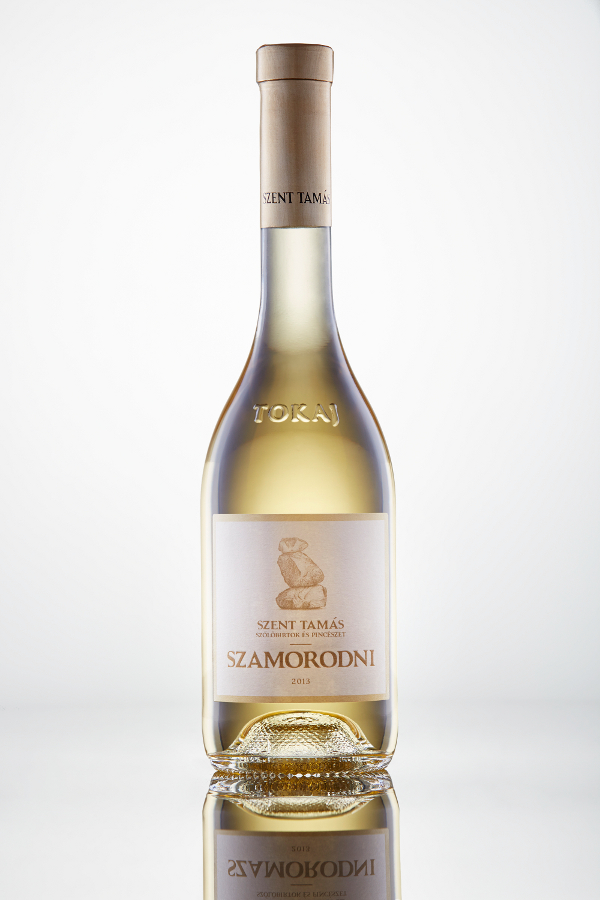
Szent Tamás Szamorodni

Tokaj (în maghiară de Tokaj pronunție în maghiară [ˈtokɒji]) sau Tokay este numele vinurilor din regiunea viticolă Tokaj (numită, de asemenea, regiunea Tokaj-Hegyalja sau Tokaj-Hegyalja) din Ungaria sau din regiunea viticolă adiacentă Tokaj din Slovacia. Această regiune este remarcată pentru vinurile sale dulci făcute din struguri afectați de putregai nobil, un stil de vin, care are o lungă istorie în această regiune. „Nectarul” provenit din strugurii de Tokaj este menționat, de asemenea, în imnul național al Ungariei.
Vinurile din regiunea vinicolă slovacă Tokaj conțin pe etichetă expresia Tokajský/-on/-é eticheta („de Tokaj” în slovacă) dacă îndeplinesc normele de control al calității din Ungaria. Acest domeniu făcuse parte din regiunea extinsă Tokaj-Hegyalja din cadrul Regatului Ungariei, dar a fost împărțită între Ungaria și Cehoslovacia după Tratatul de la Trianon.

## Cultivare

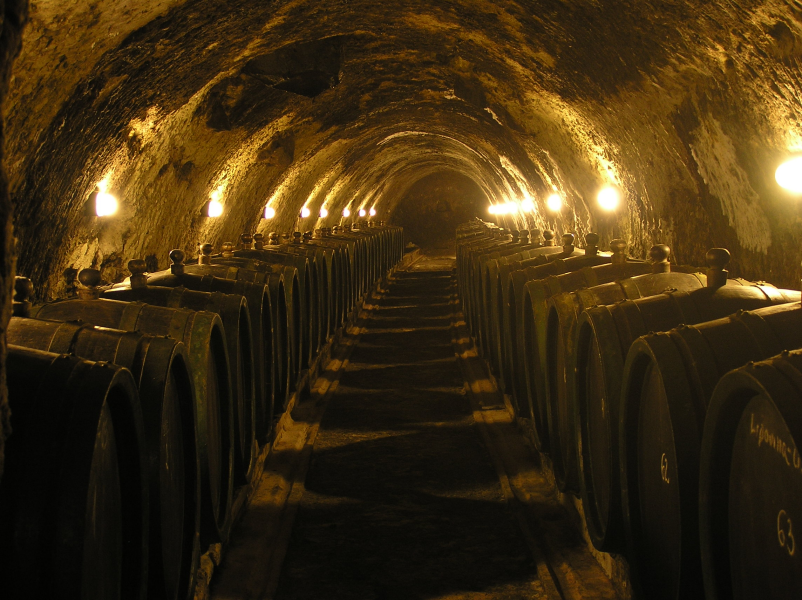
O pivniță de vinuri Tokaj; 185 beciuri au fost numărate în orașul Tokaj în 1967.

Șase soiuri de struguri sunt aprobate oficial pentru producția de vin Tokaj:
- Furmint
- Hárslevelű
- Muscat galben (în maghiară: Sárgamuskotály)
- Zéta (numit anterior Oremus - un soi încrucișat de struguri Furmint și Bouvier)
- Kövérszőlő
- Kabar (un soi încrucișat de struguri Hárslevelű și Bouvier)

Producția anuală obișnuită din regiune este relativ mică: 10.028.000 litri (2.649.000 galoane americane).

## Tipuri de vin Tokaj
În 1999, Chateau Pajzos a devenit primul combinat vinicol care a produs vin de gheață Tokaj.

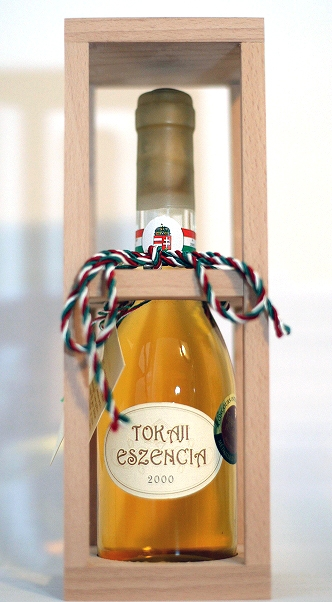
O sticlă de Tokaji Eszencia.

## Istorie

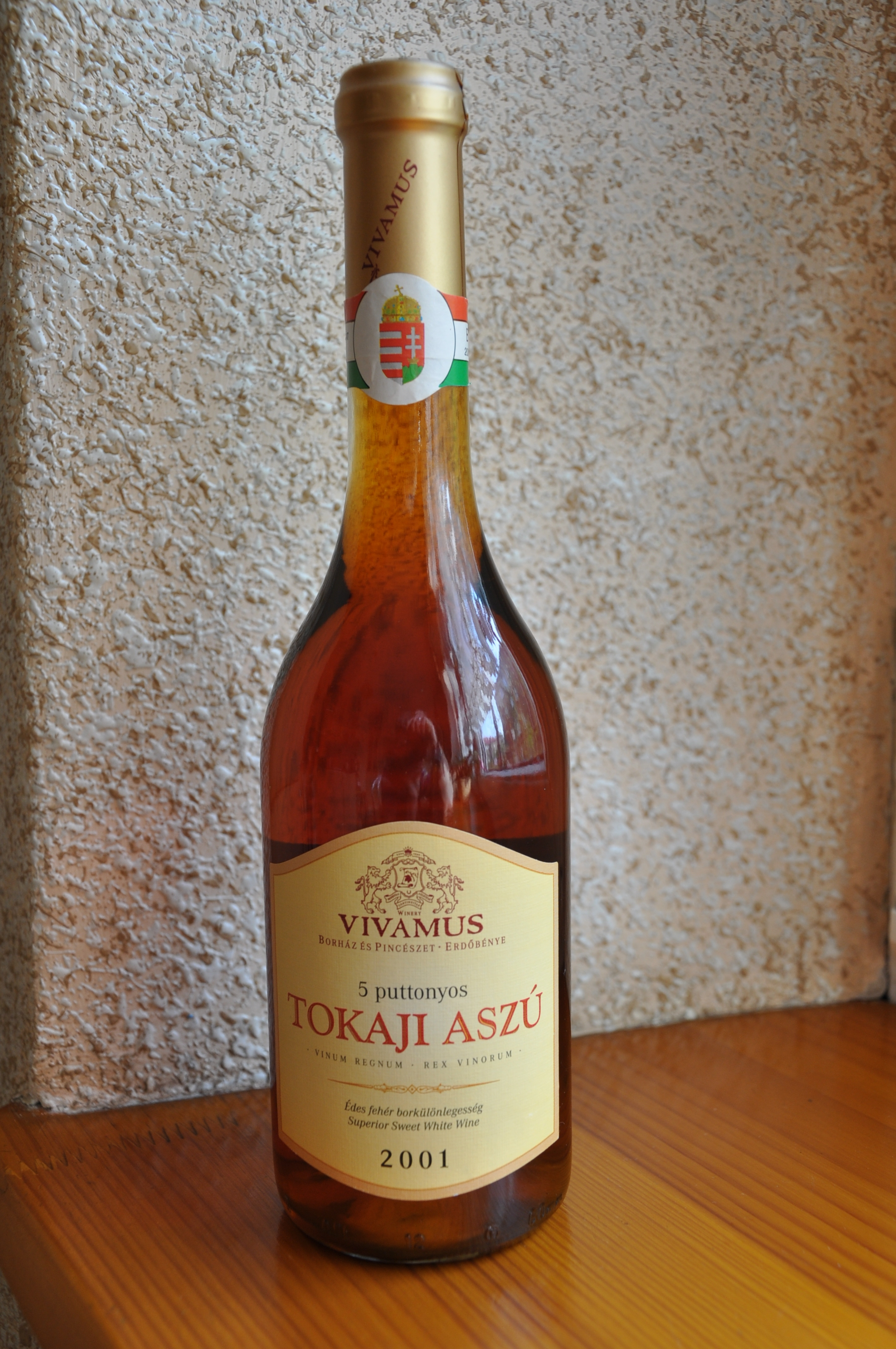
„Vinul regilor, regele vinurilor” (așa a numit vinul de Tokaj regele Ludovic al XV-lea al Franței).

Nu se știe când a început să se cultive vița de vie pe solul vulcanic de la confluența râurilor Bodrog și Hernád. Ea precede totuși așezarea triburilor maghiare în această regiune. Potrivit legendei, primul aszú a fost făcut de către Laczkó Máté Szepsi în 1630. Cu toate acestea, vinul făcut din struguri aszú apăruse deja în Nomenklatura lui Fabricius Balázs Sziksai care fusese elaborată în 1576. Un inventar recent descoperit de aszú precede această referință cu cinci ani.
Vinul de Tokaj a devenit primul vin cu denumire de origine controlată din lume, cu mai multe decenii înainte vinul de Porto, și cu peste 120 de ani înainte de vinul de Bordeaux. Clasificarea podgoriilor a început în 1730 prin împărțirea terenurilor cultivate cu viței de vie în 3 categorii în funcție de sol, expunere la soare și potențial de a dezvolta putregai nobil, botrytis cinerea, clasa întâi, clasa a doua și clasa a treia de vinuri. Un decret regal din 1757 a stabilit o regiune de producție închisă în Tokaj. Sistemul de clasificare a fost completat de recensămintele naționale din 1765 și 1772.
În 1920, după destrămarea Austro-Ungariei, o mică parte din regiunea viticolă Tokaj (aprox. 1,75 km2) a devenit parte a Cehoslovaciei ca urmare a Tratatului de la Trianon, în timp ce restul a continuat să facă parte din Ungaria. După cel de-al Doilea Război Mondial, când Ungaria a devenit un stat sub influență sovietică, producția vinurilor de Tokaj a continuat, existând mai mult de 6.000 de producători mici, dar îmbutelierea și distribuția au fost monopolizate de o organizație deținută de stat. După prăbușirea regimurilor comuniste în 1990, au apărut mai multe combinate vinicole independente în regiunea viticolă Tokaj. O companie producătoare deținută de stat continuă să existe și realizează aproximativ 20% din producția totală.

## Consumatori celebri ai vinurilor de Tokaj
Voievodul Ștefan cel Mare a apreciat foarte mult vinurile de Tokaj. El a introdus în Moldova soiul Kövérszőlő, care a fost aclimatizat pe dealurile Cotnarilor și a dat struguri mai mari și mai dulci din care s-a obținut vinul Grasă de Cotnari.

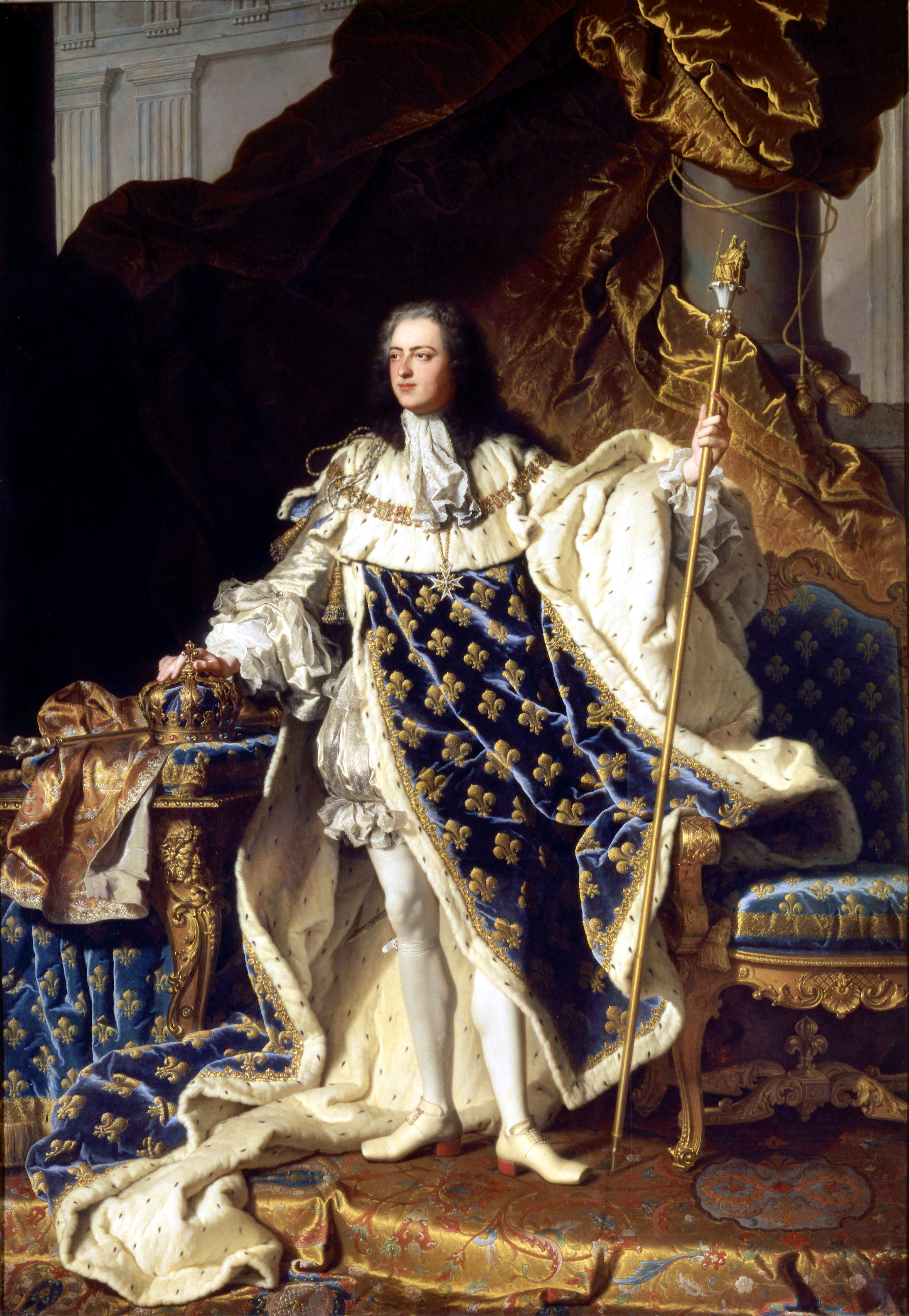
Regele Ludovic al XV-lea al Franței

În 1703, Francisc Rákóczi al II-lea, principe al Transilvaniei, i-a oferit în semn de cadou regelui Ludovic al XIV-lea al Franței câteva butoaie cu vin de Tokaj. Vinul a fost servit la Curtea Regală franceză de la Versailles, unde a devenit cunoscut sub numele de Tokay. Încântat de prețioasa băutură, Ludovic al XIV-lea s-ar fi referit la vinul de Tokaj ca „Vinum Regum, Rex Vinorum” („Vinul regilor, regele vinurilor"). Această faimoasă expresie este folosit și în prezent în activitatea de comercializare a vinurilor de Tokaj.
Împăratul Franz Josef (care era și rege al Ungariei) a avut o tradiție de a-i trimite reginei Victoria vin Tokaji Aszú ca un cadou pentru fiecare aniversare a ei, o sticlă pentru fiecare lună din an, adică doisprezece pentru fiecare an. La cea de-a optzeci și una și ultima universare (1900), regina primise în total un număr impresionant de 972 de sticle.
Vinul de Tokaj a fost apreciat de mulți scriitori și compozitori mari, inclusiv Beethoven, Liszt, Schubert, Goethe, Heinrich Heine, Friedrich von Schiller, Bram Stoker, Johann Strauss fiul și Voltaire.
Vinul preferat al compozitorului Joseph Haydn a fost vinul de Tokaj. În afară de Ludovic al XIV-lea, alți monarhi eueropeni sunt cunoscuți în calitate de consumatori ai acestui vin. Ludovic al XV-lea și Frederic cel Mare au încercat să întreacă unul pe altul atunci când și-au tratat oaspeții, cum ar fi Voltaire, cu Tokaj. Napoleon al III-lea, ultimul împărat al francezilor, a ordonat să fie aduse 30–40 de butoaie de Tokaj la Curtea Regală franceză în fiecare an. Papa Pius al IV-lea (1499-1565) la Conciliul de la Trento din 1562, a exclamat: Summum pontificem talia vina decent! (Acesta este tipul de vin care ar trebui să fie pe masa papală). Gustav al III-lea, regele Suediei, a iubit vinul de Tokaj - s-a spus că el nu a consumat niciodată orice alt tip de vin. Printre consumatorii din Rusia au fost țarul Petru cel Mare și împărăteasa Elisabeta a Rusiei. O relatare de presă a nunții din 1933 a președintelui polonez Ignacy Mościcki susținea că s-au ținut toasturi cu vinuri vechi de 250 de ani și afirma că „vinul, dacă era bun, putea fi doar Esență de Tokaj, iar prietenia veche de secole dintre Polonia și Ungaria ar părea să susțină această concluzie”.